# Chris Rock
Christopher Julius „Chris” Rock III (ur. 7 lutego 1965 w Andrews) – amerykański komik uprawiający stand-up i aktor, scenarzysta, producent i reżyser. Comedy Central umieściło go na piątym miejscu w rankingu najlepszych komików wszech czasów występujących na żywo. W oparciu o jego doświadczenia z dzieciństwa powstał serial komediowy Wszyscy nienawidzą Chrisa (Everybody Hates Chris).

## Życiorys

### Wczesne lata
Urodził się w Andrews w Południowej Karolinie jako najstarszy syn Rose Rock i Juliusa Rocka. Krótko po jego narodzinach rodzice przenieśli się do Brooklynu. Matka była nauczycielką i pracownikiem socjalnym (zajmowała się upośledzonymi umysłowo). Ojciec był kierowcą ciężarówki, później dostawcą gazet. Ma pięcioro młodszego rodzeństwa. Uczęszczał do James Madison High School w Brooklynie.

### Kariera

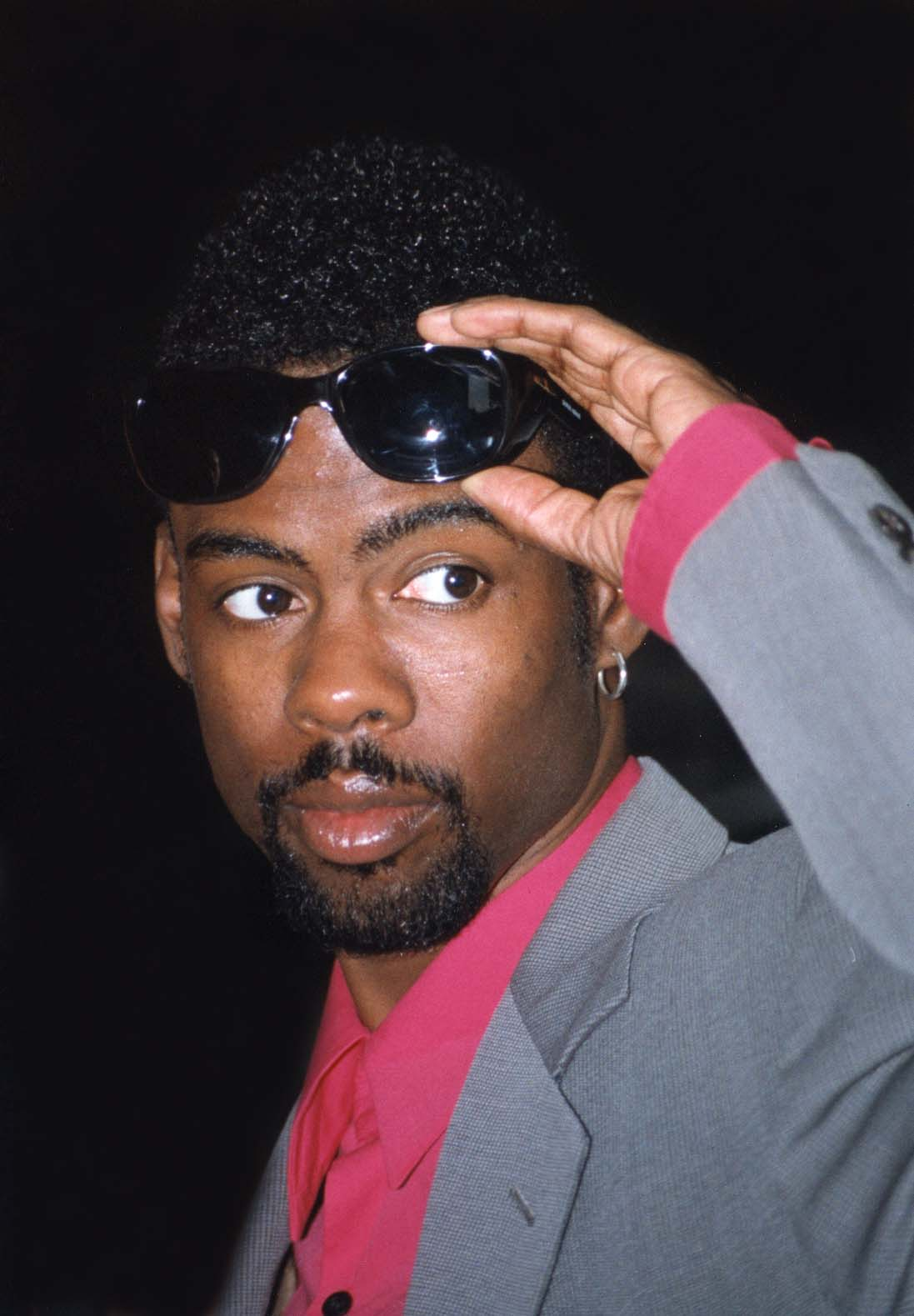
Rock (1995)

Zaczął karierę komika w sieci klubów Catch a Rising Star w Nowym Jorku. Tam zauważył go Eddie Murphy, który się z nim zaprzyjaźnił oraz pomógł mu w karierze. Murphy dał Rockowi jego pierwszą rolę w filmie Gliniarz z Beverly Hills II. W 1990 został członkiem obsady Saturday Night Live, wraz z Chrisem Farleyem, Adamem Sandlerem i Davidem Spade dali się poznać jako Bad Boys of SNL.
W 1991 wydał swój pierwszy album komediowy Born Suspect oraz zdobył uznanie jako uzależniony od kokainy Pookie w filmie New Jack City. W 1993 odszedł z SNL i zaczął występować w In Living Color, program w tym czasie nie był już popularny i został zdjęty z anteny parę miesięcy później. Rock zdecydował się wówczas skupić na karierze filmowej. Napisał i zagrał w CB4, jednak film nie odniósł sukcesu komercyjnego. Rock wówczas opuścił Hollywood i postanowił zostać komikiem. W 1994 występował w HBO w swoim cyklu komediowym Big Ass Jokes, ale dopiero jego drugi show, kontrowersyjny Bring The Pain (1996) dał mu sławę jednego z najlepszych komików w branży. Za Bring The Pain dostał dwie nagrody Emmy. Prowadził w HBO talk-show The Chris Rock Show, za który także dostał nagrodę Emmy. Za pracę w telewizji otrzymał w sumie trzy nagrody Emmy.
W marcu 2022 na 94. ceremonii wręczenia Oscarów został spoliczkowany przez Willa Smitha za żarty z żony aktora, Jady. Smith przeprosił później Rocka za swoją reakcję.

## Życie prywatne

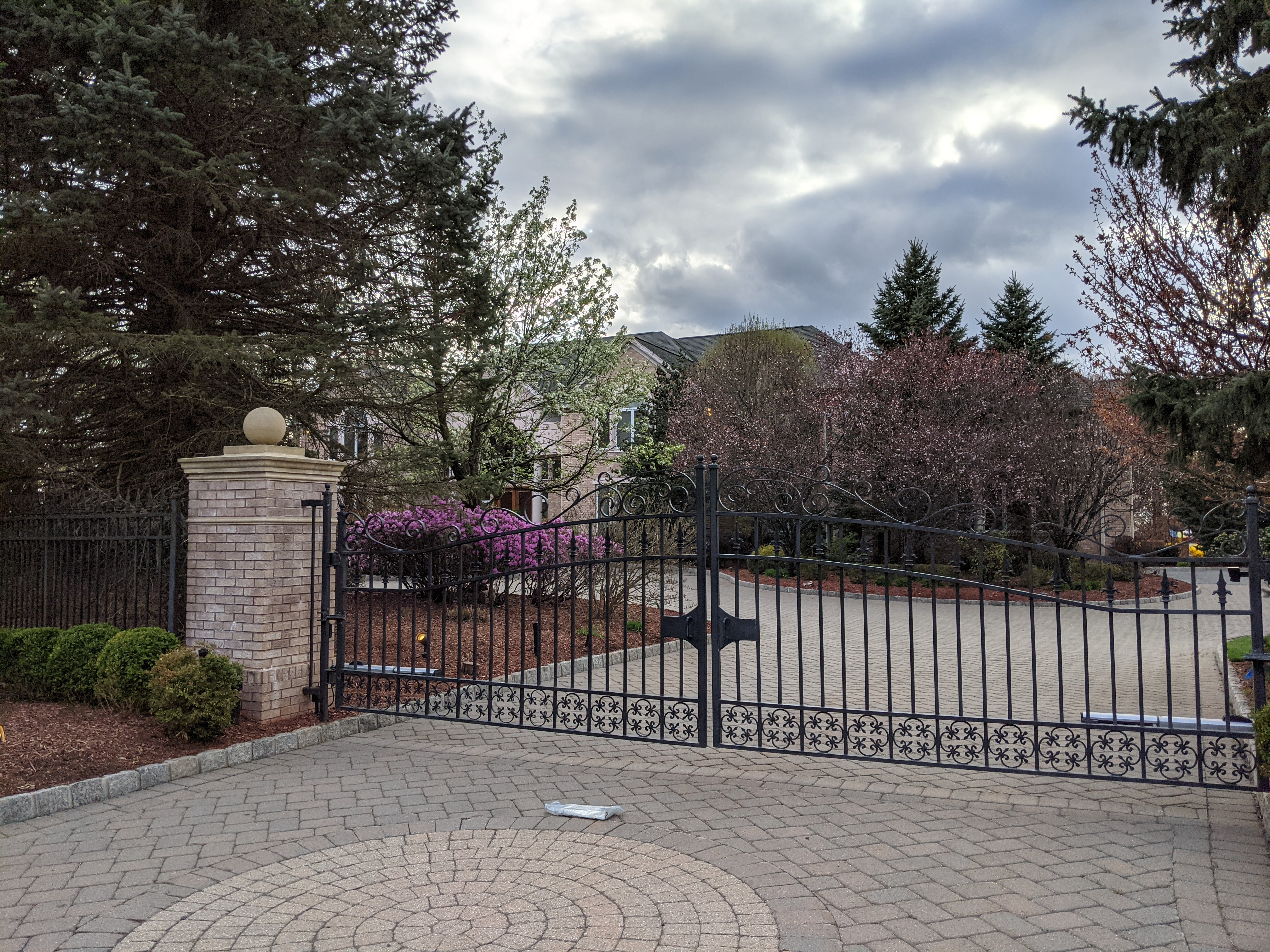
Miejsce zamieszkania Chrisa Rocka w Alpine, w New Jersey.

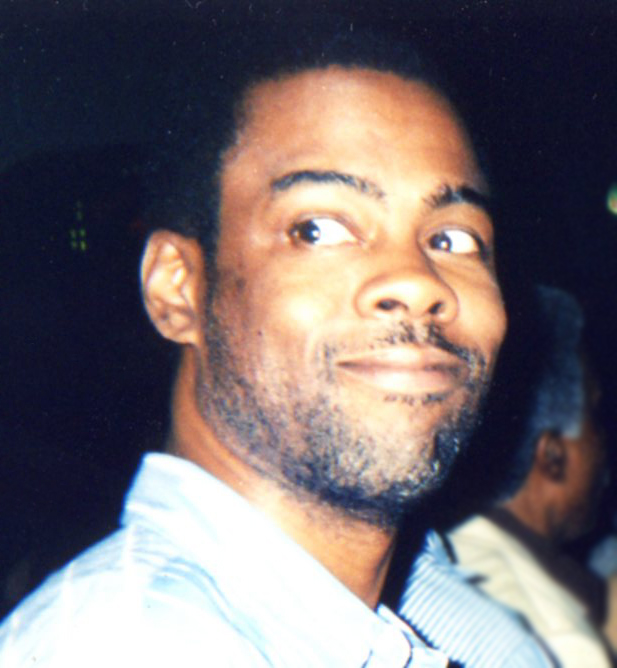
Rock (2004)

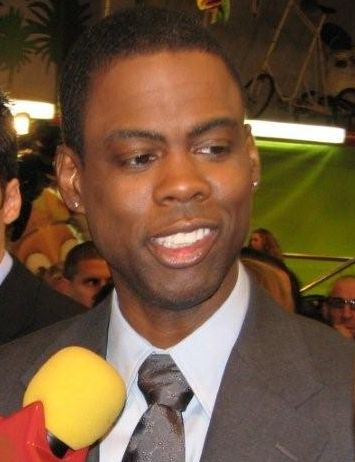
Rock podczas premiery filmu Madagaskar 2 (2008)

23 sierpnia 1996 ożenił się z Malaak Compton-Rock, założycielką i dyrektorką salonu piękności StyleWorks. Para mieszkała w Alpine, w stanie New Jersey. Mają dwójkę dzieci: Lolę Simone (ur. 2002) i Zahrę Savannah (ur. 2003). W grudniu 2014 złożył pozew o rozwód z żoną, który został sfinalizowany 22 sierpnia 2016.

## Wybrana filmografia
- 1987: Gliniarz z Beverly Hills II (Beverly Hills Cop II) – jako parkingowy
- 1987: Policjanci z Miami (Miami Vice) – jako Carson
- 1996: Sierżant Bilko (Sgt. Bilko) – jako Oster
- 1997: Wielki biały ninja (Beverly Hills Ninja) – jako Joey
- 1998: Zabójcza broń 4 (Lethal Weapon 4) – jako Lee Butters
- 1999: Dogma – jako Rufus
- 2000: Siostra Betty (Nurse Betty) – jako Wesley
- 2001: Spadaj na ziemię – jako Lance Barton
- 2002: Bad Company – jako Kevin Pope / Jake Pope
- 2003: Przywódca – zwariowana kampania prezydencka – jako Mays Gilliam
- 2005: Madagaskar – Marty (głos)
- 2007: I Think I Love My Wife – jako Richard Cooper
- 2007: Film o pszczołach – komar Mosseblood
- 2008: Madagaskar 2 – Marty (podkład głosowy)
- 2010: Duże dzieci – jako Kurt McKenzie
- 2011: Dwa dni w Nowym Jorku – jako Mingus
- 2012: Madagaskar 3 – Marty (podkład głosowy)
- 2013: Jeszcze większe dzieci – jako Kurt McKenzie
- 2013: One Direction: This is us – jako on sam
- 2017: Sandy Wexler – jako on sam
- 2018: Weselny tydzień – jako Kirby
- 2018: Nie ma jak u siostry – jako Lawrence
- 2019: Nazywam się Dolemite – jako Bobby Vale
- 2020: Wiedźmy
- 2020: Fargo - jako Loy Cannon (serial TV)
- 2021: Spirala: Nowy rozdział serii piła – jako detektyw Ezekiel Banks